# 亚美尼亚裔法国人
亚美尼亚裔法国人（羅馬化：Fransahayer）是指有亚美尼亚血统的法国公民。法国亚美尼亚人社群是全欧盟范围内最大的、也是全球第三大的亚美尼亚人社群。比法國亞美尼亞人社群還要大的海外亞美尼亞人社群分別是俄罗斯亚美尼亚人社群、亞美尼亞裔美國人。
虽然亚美尼亚人定居法国的历史能追溯到中世纪，但就像全球各国的海外亚美尼亚人社群一样，亚美尼亚种族灭绝的幸存者來到法國後，法国的亚美尼亚人社群才慢慢形成。还有些亚美尼亚人是在20世纪下半叶为逃避中东诸国（土耳其、黎巴嫩、叙利亚、埃及、伊朗）的政治与经济乱局而移民法国的，剩下的就是后来因亚美尼亚政治、经济不稳定而移民的。